# Box-office Italie 1954-1955
Cet article traite du box-office de la saison cinématographique 1954-1955 en Italie.

## Les 10 premiers
Les films sont classés selon les recettes réelles de la Société italienne des auteurs et éditeurs (SIAE, Società Italiana degli Autori ed Editori), fournies par les volumes Platea in piedi exprimées en lires italiennes,,. Lorsque les données SIAE pour le nombre d'entrées ne sont pas disponibles, les recettes réelles ont été divisées par le prix moyen du billet estimé à 131 lires en 1954-55.
Pour certains titres étrangers, les données SIAE ne sont pas disponibles, la position dans le classement est obtenue sur la base des données disponibles auprès du Giornale dello spettacolo,.
| Rang | Titre                           | Pays                   | Réalisateur      | Recettes Italie (lires) | Entrées Italie |
| ---- | ------------------------------- | ---------------------- | ---------------- | ----------------------- | -------------- |
| 1    | Ulysse                          | Drapeau de l'Italie    | Mario Camerini   | 1 803 981 000           | 13 170 322     |
| 2    | Tant qu'il y aura des hommes    | Drapeau des États-Unis | Fred Zinnemann   |                         | 10 450 000     |
| 3    | Pain, Amour et Jalousie         | Drapeau de l'Italie    | Luigi Comencini  | 1 450 000 000           | 10 429 417     |
| 4    | Les Gladiateurs                 | Drapeau des États-Unis | Delmer Daves     |                         |                |
| 5    | Ouragan sur le Caine            | Drapeau des États-Unis | Edward Dmytryk   |                         |                |
| 6    | Le Carrousel fantastique        | Drapeau de l'Italie    | Ettore Giannini  | 736 000 000             | 5 618 321      |
| 7    | L'Or de Naples                  | Drapeau de l'Italie    | Vittorio De Sica | 735 000 000             | 5 610 687      |
| 8    | La Fille du fleuve              | Drapeau de l'Italie    | Mario Soldati    | 723 675 000             | 5 524 237      |
| 9    | Les Sept Femmes de Barbe-Rousse | Drapeau des États-Unis | Stanley Donen    |                         |                |
| 10   | L'Égyptien                      | Drapeau des États-Unis | Michael Curtiz   |                         |                |

| Titre                            | Pays                                         | Réalisateur          | Recettes Italie (lires) | Entrées Italie |
| -------------------------------- | -------------------------------------------- | -------------------- | ----------------------- | -------------- |
| Roméo et Juliette                | Drapeau de l'Italie · Drapeau des États-Unis | Renato Castellani    | 695 000 000             | 5 305 343      |
| Attila, fléau de Dieu            | Drapeau de l'Italie · Drapeau de la France   | Pietro Francisci     | 674 000 000             | 5 145 038      |
| Dommage que tu sois une canaille | Drapeau de l'Italie                          | Alessandro Blasetti  | 657 000 000             | 5 015 267      |
| La Comtesse aux pieds nus        | Drapeau des États-Unis                       | Joseph L. Mankiewicz | 647 839 000             | 4 945 336      |
| Une fille nommée Madeleine       | Drapeau de l'Italie                          | Augusto Genina       | 632 650 000             | 4 829 389      |
| Senso                            | Drapeau de l'Italie                          | Luchino Visconti     | 628 000 000             | 4 793 893      |
| Misère et Noblesse               | Drapeau de l'Italie                          | Mario Mattoli        | 593 000 000             | 4 526 718      |
| La Belle Romaine                 | Drapeau de l'Italie                          | Luigi Zampa          | 547 000 000             | 4 175 572      |
| La strada                        | Drapeau de l'Italie                          | Federico Fellini     | 518 000 000             | 3 954 198      |
| Un Américain à Rome              | Drapeau de l'Italie                          | Steno                | 380 370 000             | 2 903 587      |